# Friedrich Leopold Graf von Brühl
Friedrich Leopold Graf von Brühl (* 26. August 1944 in Breslau) ist ein deutscher Kommunalpolitiker (CDU). Er war von 1996 bis 1999 Bürgermeister der Stadt Werl.

## Leben
Von Brühl wurde als Sohn des Friedrich-August von Brühl (1913–1981) und der Maria Elisabeth Gräfin von Korff (1917–2011) geboren. Von Brühl ist seit 1980 verheiratet mit Johanna Gräfin von Meran, das Paar hat fünf Kinder. Er lebt in Werl. Er ist Mitglied der CDU. Von Brühl ist ehrenamtlich im Vorstand des Krankenhaus-Förderverein e.V. Werl und der Sparkassenstiftung zur Förderung von Kunst und Wissenschaft sowie der Vertreter der von Mellin‘schen Stiftung.